# Mixophyes
Mixophyes là một chi động vật lưỡng cư trong họ Myobatrachidae, thuộc bộ Anura. Chi này có 8 loài và 38% bị đe dọa hoặc tuyệt chủng.

## Hình ảnh

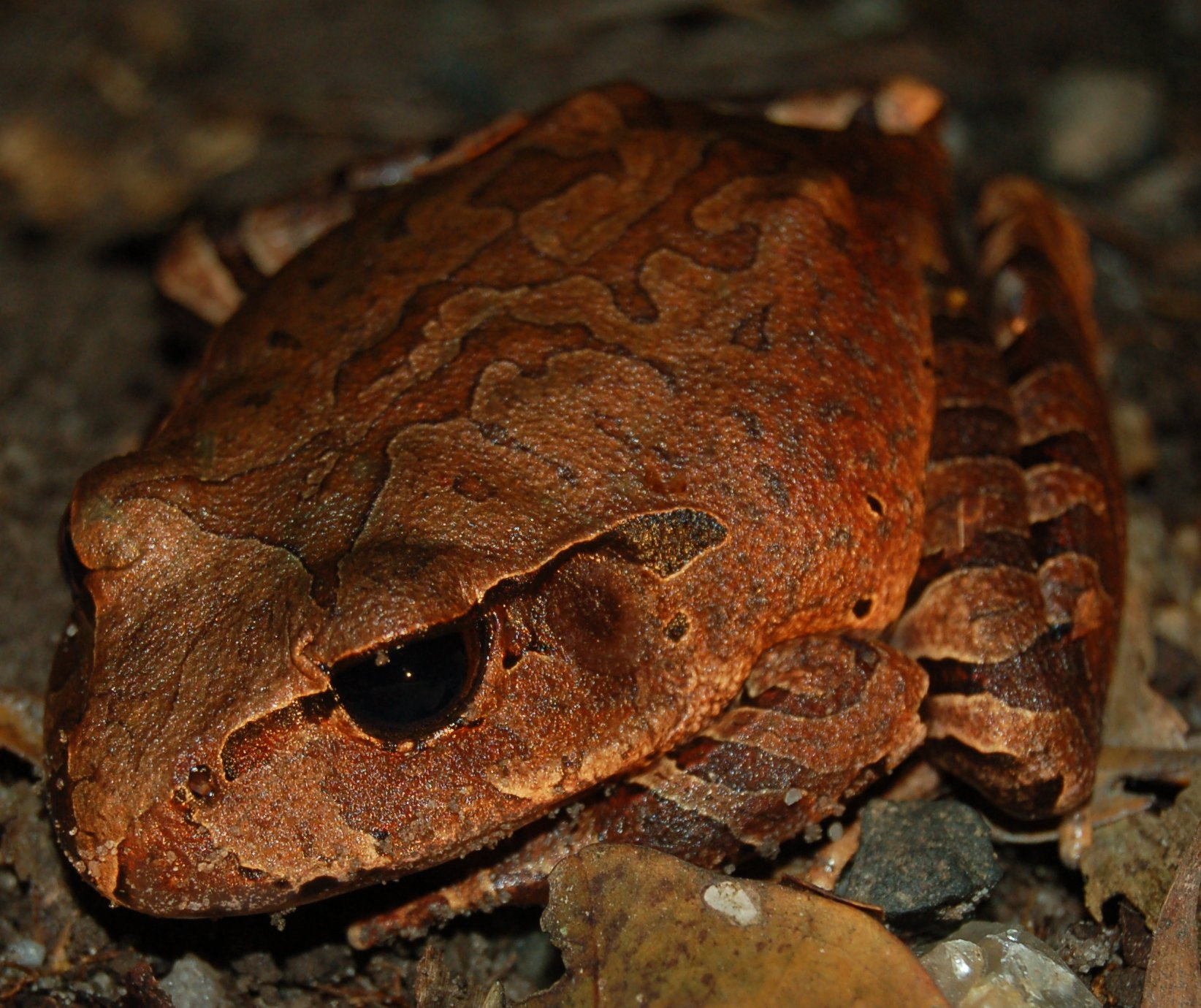